# Alexandra lehmanni
Alexandra é um género botânico pertencente à família Amaranthaceae.

## Espécies
| - Alexandra imperatricis - Alexandra lehmanni |